# Wherever We May Roam Tour
Wherever We May Roam Tour – piąta trasa koncertowa zespołu Metallica, która odbyła się na przełomie 1991 i 1992 roku. W 1991 roku obejmowała 33 daty w Ameryce Północnej i 1 w Japonii. W 1992 roku zespół dał 104 koncerty w Ameryce Północnej i 35 w Europie oraz wystąpił na koncercie The Freddie Mercury Tribute Concert w Londynie.

## Program koncertów
1. „The Ecstasy of Gold”
2. „Enter Sandman”
3. „Creeping Death”
4. „Harvester of Sorrow”
5. „Welcome Home(Sanitarium)”
6. „Sad But True”
7. „Wherever I May Roam”
8. Bass Solo
9. „Through the Never”
10. „The Unforgiven”
11. Justice Medley:
  1. „Eye of the Beholder”
  2. „Blackened”
  3. „The Frayed Ends of Sanity”
  4. „…And Justice for All”
  5. „Blackened”
12. Drum Solo
13. Guitar Solo
14. „The Four Horsemen”
15. „For Whom the Bells Tolls”
16. „Fade to Black”
17. „Whiplash”
18. „Master of Puppets”
19. „Seek & Destroy”
20. „One”
21. „Last Cares” (cover Misfists)
22. „Am I Evil?” (cover Diamond Head)
23. „Battery”
24. „Stone Cold Crazy” (cover Queen)

## Koncerty w 1991
Ameryka Północna
1. 29 października 1991 – Peoria, Illinois, Stany Zjednoczone – Peoria Civic Center
2. 30 października 1991 – Madison, Wisconsin, Stany Zjednoczone – Dane County Arena
3. 1 listopada 1991 – Muskegon, Michigan, Stany Zjednoczone – L.C. Walker Arena
4. 2 listopada 1991 – Auburn Hills, Michigan, Stany Zjednoczone – The Palace of Auburn Hills
5. 3 listopada 1991 – Auburn Hills, Michigan, Stany Zjednoczone – The Palace of Auburn Hills
6. 5 listopada 1991 – Milwaukee, Wisconsin, Stany Zjednoczone – Bradley Center
7. 6 listopada 1991 – Des Moines, Iowa, Stany Zjednoczone – Veterans Memorial Auditorium
8. 8 listopada 1991 – Minneapolis, Minnesota, Stany Zjednoczone – Target Center
9. 9 listopada 1991 – Duluth, Minnesota, Stany Zjednoczone – Duluth Arena Auditorium
10. 10 listopada 1991 – Cedar Rapids, Iowa, Stany Zjednoczone – Five Seasons Center
11. 12 listopada 1991 – Ashwaubenon, Wisconsin, Stany Zjednoczone – Brown County Veterans Memorial Arena
12. 14 listopada 1991 – Toronto, Ontario, Kanada – Maple Leaf Gardens
13. 15 listopada 1991 – Toronto, Ontario, Kanada – Maple Leaf Gardens
14. 17 listopada 1991 – Montreal, Quebec, Kanada – Montreal Forum
15. 18 listopada 1991 – Ottawa, Ontario, Kanada – Ottawa Civic Centre
16. 19 listopada 1991 – Quebec, Quebec, Kanada – Colisée de Québec
17. 21 listopada 1991 – Pittsburgh, Pensylwania, Stany Zjednoczone – Pittsburgh Civic Arena
18. 22 listopada 1991 – Indianapolis, Indiana, Stany Zjednoczone – Market Square Arena
19. 24 listopada 1991 – St. Louis, Missouri, Stany Zjednoczone – St. Louis Arena
20. 25 listopada 1991 – Fort Wayne, Indiana, Stany Zjednoczone – Allen County War Memorial Coliseum
21. 27 listopada 1991 – Omaha, Nebraska, Stany Zjednoczone – Omaha Civic Auditorium
22. 28 listopada 1991 – Kansas City, Missouri, Stany Zjednoczone – Kemper Arena
23. 30 listopada 1991 – Cleveland, Ohio, Stany Zjednoczone – Richfield Coliseum
24. 1 grudnia 1991 – Cleveland, Ohio, Stany Zjednoczone - Richfield Coliseum
25. 3 grudnia 1991 – Buffalo, Nowy Jork, Stany Zjednoczone – Memorial Auditorium
26. 5 grudnia 1991 – Rosemont, Illinois, Stany Zjednoczone – Rosemont Horizon
27. 6 grudnia 1991 – Rosemont, Illinois, Stany Zjednoczone - Rosemont Horizon
28. 7 grudnia 1991 – Rosemont, Illinois, Stany Zjednoczone - Rosemont Horizon
29. 18 grudnia 1991 – Uniondale, Nowy Jork, Stany Zjednoczone – Nassau Coliseum
30. 19 grudnia 1991 – Uniondale, Nowy Jork, Stany Zjednoczone - Nassau Coliseum
31. 20 grudnia 1991 – Uniondale, Nowy Jork, Stany Zjednoczone - Nassau Coliseum
32. 22 grudnia 1991 – Worcester, Massachusetts, Stany Zjednoczone – The Centrum
33. 23 grudnia 1991 – Worcester, Massachusetts, Stany Zjednoczone – The Centrum

Japonia
1. 31 grudnia 1991 – Tokio, Tokyo Dome

## Koncerty w 1992
Ameryka Północna – część 1
1. 4 stycznia 1992 – Las Vegas, Nevada, Stany Zjednoczone – Thomas & Mack Center
2. 6 stycznia 1992 – Inglewood, Kalifornia, Stany Zjednoczone – Kia Forum
3. 7 stycznia 1992 – Inglewood, Kalifornia, Stany Zjednoczone – The Forum
4. 8 stycznia 1992 – Inglewood, Kalifornia, Stany Zjednoczone – The Forum
5. 10 stycznia 1992 – Sacramento, Kalifornia, Stany Zjednoczone – ARCO Arena
6. 11 stycznia 1992 – Sacramento, Kalifornia, Stany Zjednoczone - ARCO Arena
7. 13 stycznia 1992 – San Diego, Kalifornia, Stany Zjednoczone – San Diego Sports Arena
8. 14 stycznia 1992 – San Diego, Kalifornia, Stany Zjednoczone - San Diego Sports Arena
9. 17 stycznia 1992 – Houston, Teksas, Stany Zjednoczone – The Summit
10. 18 stycznia 1992 – Nowy Orlean, Luizjana, Stany Zjednoczone – Lakefront Arena
11. 20 stycznia 1992 – Little Rock, Arizona, Stany Zjednoczone – Barton Coliseum
12. 21 stycznia 1992 – Dallas, Teksas, Stany Zjednoczone – Reunion Arena
13. 22 stycznia 1992 – San Antonio, Teksas, Stany Zjednoczone – HemisFair Arena
14. 24 stycznia 1992 – Oklahoma City, Oklahoma, Stany Zjednoczone – Myriad Arena
15. 25 stycznia 1992 – Tulsa, Oklahoma, Stany Zjednoczone – Expo Square Pavilion
16. 27 stycznia 1992 – Austin, Teksas, Stany Zjednoczone – Frank Erwin Center
17. 28 stycznia 1992 – Shreveport, Luizjana, Stany Zjednoczone – Hirsch Memorial Coliseum
18. 29 stycznia 1992 – Memphis, Tennessee, Stany Zjednoczone – Pyramid Arena
19. 31 stycznia 1992 – El Paso, Teksas, Stany Zjednoczone – UTEP Special Events Center
20. 2 lutego 1992 – Albuquerque, Nowy Meksyk, Stany Zjednoczone – Tingley Coliseum
21. 3 lutego 1992 – Lubbock, Teksas, Stany Zjednoczone – Municipal Coliseum
22. 4 lutego 1992 – Odessa, Teksas, Stany Zjednoczone – Ector County Coliseum
23. 6 lutego 1992 – Denver, Kolorado, Stany Zjednoczone – McNichols Sports Arena
24. 7 lutego 1992 – Denver, Kolorado, Stany Zjednoczone - McNichols Sports Arena
25. 8 lutego 1992 – Denver, Kolorado, Stany Zjednoczone - McNichols Sports Arena
26. 10 lutego 1992 – Salt Lake City, Utah, Stany Zjednoczone – Delta Center
27. 12 lutego 1992 – Inglewood, Kalifornia, Stany Zjednoczone – The Forum
28. 13 lutego 1992 – Inglewood, Kalifornia, Stany Zjednoczone – The Forum
29. 15 lutego 1992 – Fresno, Kalifornia, Stany Zjednoczone – Selland Arena
30. 16 lutego 1992 – Reno, Nevada, Stany Zjednoczone – Lawlor Events Center
31. 27 lutego 1992 – Portland, Maine, Stany Zjednoczone – Cumberland County Civic Center
32. 28 lutego 1992 – Albany, Nowy Jork, Stany Zjednoczone – Knickerborker Arena
33. 29 lutego 1992 – Providence, Rhode Island, Stany Zjednoczone – Providence Civic Center
34. 2 marca 1992 – Cincinnati, Ohio, Stany Zjednoczone – Riverfront Coliseum
35. 4 marca 1992 – Carbondale, Illinois, Stany Zjednoczone – SIU Arena
36. 5 marca 1992 – Champaign, Illinois, Stany Zjednoczone – Assembly Hall
37. 7 marca 1992 – Knoxville, Tennessee, Stany Zjednoczone – Thompson-Bolling Arena
38. 8 marca 1992 – Evansville, Illinois, Stany Zjednoczone – Roberts Municipal Stadium
39. 9 marca 1992 – Nashville, Tennessee, Stany Zjednoczone – Municipal Auditorium
40. 11 marca 1992 – Roanoke, Wirginia, Stany Zjednoczone – Roanoke Civic Center
41. 12 marca 1992 – Chattanooga, Tennessee, Stany Zjednoczone – UTC Arena
42. 14 marca 1992 – Miami, Floryda, Stany Zjednoczone – Miami Arena
43. 15 marca 1992 – Jacksonville, Floryda, Stany Zjednoczone – Veterans Memorial Coliseum
44. 16 marca 1992 – Orlando, Floryda, Stany Zjednoczone – Orlando Arena
45. 18 marca 1992 – Huntsville, Alabama, Stany Zjednoczone – Von Braun Center
46. 19 marca 1992 – Louisville, Kentucky, Stany Zjednoczone – Freedom Hall
47. 21 marca 1992 – Charlotte, Karolina Północna, Stany Zjednoczone – Charlotte Coliseum
48. 22 marca 1992 – Charleston, Wirginia Zachodnia, Stany Zjednoczone – Charleston Civic Center
49. 24 marca 1992 – Pensacola, Floryda, Stany Zjednoczone – Pensacola Civic Center
50. 25 marca 1992 – Birmingham, Alabama, Stany Zjednoczone – Jefferson Civic Coliseum
51. 26 marca 1992 – Greensboro, Karolina Północna, Stany Zjednoczone – Greensboro Coliseum
52. 28 marca 1992 – Atlanta, Georgia, Stany Zjednoczone – The Omni
53. 29 marca 1992 – Atlanta, Georgia, Stany Zjednoczone – The Omni
54. 31 marca 1992 – Richmond, Wirginia, Stany Zjednoczone – Richmond Coliseum
55. 1 kwietnia 1992 – Landover, Maryland, Stany Zjednoczone – Capital Centre
56. 2 kwietnia 1992 – Landover, Maryland, Stany Zjednoczone - Capital Centre
57. 4 kwietnia 1992 – East Rutherford, New Jersey, Stany Zjednoczone – Meadowlands
58. 6 kwietnia 1992 – Filadelfia, Pensylwania, Stany Zjednoczone – The Spectrum
59. 7 kwietnia 1992 – Filadelfia, Pensylwania, Stany Zjednoczone – The Spectrum
60. 8 kwietnia 1992 – East Rutherford, New Jersey, Stany Zjednoczone - Meadowlands
61. 10 kwietnia 1992 – Hampton, Wirginia, Stany Zjednoczone – Hampton Coliseum
62. 12 kwietnia 1992 – Binghamton, Nowy Jork, Stany Zjednoczone – Broome County Veterans Memorial Arena
63. 13 kwietnia 1992 – Rochester, Nowy Jork, Stany Zjednoczone – Rochester Community War Memorial
64. 14 kwietnia 1992 – Hamilton, Ontario, Kanada – Copps Coliseum
65. 16 kwietnia 1992 – Hartford, Connecticut, Stany Zjednoczone – Hartford Civic Center

Wielka Brytania
20 kwietnia 1992 – Londyn, Stadion Wembley – The Freddie Mercury Tribute Concert
Ameryka Północna – część 2
1. 6 maja 1992 – Pullman, Waszyngton, Stany Zjednoczone – Beasley Coliseum
2. 7 maja 1992 – Boise, Idaho, Stany Zjednoczone – BSU Pavillion
3. 9 maja 1992 – Daly City, Kalifornia, Stany Zjednoczone – Cow Palace
4. 10 maja 1992 – Daly City, Kalifornia, Stany Zjednoczone - Cow Palace
5. 13 maja 1992 – Rapid City, Dakota Południowa, Stany Zjednoczone – Rushmore Plaza Civic Center
6. 14 maja 1992 – Sioux Falls, Dakota Południowa, Stany Zjednoczone – Sioux Falls Arena
7. 15 maja 1992 – Fargo, Dakota Północna, Stany Zjednoczone – Bison Sports Arena
8. 17 maja 1992 – Winnipeg, Manitobe, Kanada – Winnipeg Arena
9. 18 maja 1992 – Saskatoon, Kanada – Saskatchewan Place
10. 19 maja 1992 – Edmonton, Alberta, Kanada – Northlands Coliseum
11. 21 maja 1992 – Calgary, Alberta, Kanada – Olympic Saddledome
12. 23 maja 1992 – Vancouver, Kolumbia Brytyjska, Kanada – PNE Coliseum
13. 24 maja 1992 – Vancouver, Kolumbia Brytyjska, Kanada – PNE Coliseum
14. 27 maja 1992 – Seattle, Waszyngton, Stany Zjednoczone – Seattle Center Coliseum
15. 28 maja 1992 – Seattle, Waszyngton, Stany Zjednoczone - Seattle Center Coliseum
16. 30 maja 1992 – Anchorage, Alaska, Stany Zjednoczone – Sullivan Arena
17. 1 czerwca 1992 – Portland, Oregon, Stany Zjednoczone - Memorial Coliseum
18. 2 czerwca 1992 – Portland, Oregon, Stany Zjednoczone - Memorial Coliseum
19. 4 czerwca 1992 – Salt Lake City, Utah, Stany Zjednoczone – Delta Center
20. 5 czerwca 1992 – Casper, Wyoming, Stany Zjednoczone – Casper Events Center
21. 6 czerwca 1992 – Billings, Montana, Stany Zjednoczone – Metrapark Arena
22. 9 czerwca 1992 – Tucson, Arizona, Stany Zjednoczone – Tucson Convention Center
23. 10 czerwca 1992 – Phoenix, Arizona, Stany Zjednoczone – America West Arena
24. 11 czerwca 1992 – Phoenix, Arizona, Stany Zjednoczone - America West Arena
25. 14 czerwca 1992 – Mobile, Alabama, Stany Zjednoczone – Mobile Civic Center
26. 15 czerwca 1992 – Baton Rouge, Luizjana, Stany Zjednoczone – LSU Assembly Center
27. 16 czerwca 1992 – Jackson, Missisipi, Stany Zjednoczone – Mississippi Coliseum
28. 19 czerwca 1992 – Antioch, Tennessee, Stany Zjednoczone – Starwood Amphitheatre
29. 20 czerwca 1992 – Maryland Heights, Missouri, Stany Zjednoczone – Riverport Amphitheatre
30. 21 czerwca 1992 – Bonner Springs, Kansas, Stany Zjednoczone – Sandstone Amphitheatre
31. 23 czerwca 1992 – Cincinnati, Ohio, Stany Zjednoczone – Riverbend Music Center
32. 25 czerwca 1992 – Raleigh, Karolina Północna, Stany Zjednoczone – Walnut Creek Amphitheatre
33. 27 czerwca 1992 – Charlevoix, Michigan, Stany Zjednoczone – Castle Farm Music Theater
34. 28 czerwca 1992 – Columbus, Ohio, Stany Zjednoczone – Buckeye Lake Music Center
35. 30 czerwca 1992 – Milwaukee, Wisconsin, Stany Zjednoczone – Marcus Amphitheater
36. 1 lipca 1992 – Tinley Park, Illinois, Stany Zjednoczone – World Music Theater
37. 3 lipca 1992 – Cuyahoga Falls, Ohio, Stany Zjednoczone – Blossom Music Center
38. 4 lipca 1992 – Weedsport, Nowy Jork, Stany Zjednoczone – Cayuga Fairgrounds
39. 5 lipca 1992 – Allentown, Pensylwania, Stany Zjednoczone – Great Allentown Fair

Europa
1. 22 października 1992 – Gandawa, Belgia – Flanders Expo
2. 24 października 1992 – Londyn, Wielka Brytania – Wembley Arena
3. 25 października 1992 – Londyn, Wielka Brytania - Wembley Arena
4. 27 października 1992 – Glasgow, Wielka Brytania – SECC Arena
5. 28 października 1992 – Newcastle, Wielka Brytania – Whitle Bay Ice Rink
6. 30 października 1992 – Dublin, Irlandia – Point Theatre
7. 1 listopada 1992 – Sheffield, Wielka Brytania – Sheffield Arena
8. 3 listopada 1992 – Manchester, Wielka Brytania – Greater Manchester Exhibition Center
9. 4 listopada 1992 – Birmingham, Wielka Brytania – NEC Arena
10. 5 listopada 1992 – Birmingham, Wielka Brytania - NEC Arena
11. 7 listopada 1992 – Rotterdam, Holandia – Ahoy Rotterdam
12. 8 listopada 1992 – Rotterdam, Holandia - Ahoy Rotterdam
13. 10 listopada 1992 – Paryż, Francja – Palais Omnisports de Paris-Bercy
14. 12 listopada 1992 – Barcelona, Hiszpania – Palau Sant Jordi
15. 13 listopada 1992 – San Sebastián, Hiszpania – Vélodrome
16. 16 listopada 1992 – Rzym, Włochy – Palamarino
17. 17 listopada 1992 – Zurych, Szwajcaria – Hallenstadion
18. 20 listopada 1992 – Wiedeń, Austria – Stadthalle
19. 22 listopada 1992 – Monachium, Niemcy – Olympiahalle
20. 23 listopada 1992 – Stuttgart, Niemcy – Schleyerhalle
21. 24 listopada 1992 – Dortmund, Niemcy – Westfalenhalle
22. 26 listopada 1992 – Frankfurt nad Menem, Niemcy – Festhalle
23. 27 listopada 1992 – Norymberga, Niemcy - Frankenhalle
24. 29 listopada 1992 – Norymberga, Niemcy - Frankenhalle
25. 30 listopada 1992 – Mannheim, Niemcy – Maimarkthalle
26. 1 grudnia 1992 – Stuttgart, Niemcy – Schleyerhalle
27. 3 grudnia 1992 – Kilonia, Niemcy – Ostseehalle
28. 5 grudnia 1992 – Berlin, Niemcy – Deutschlandhalle
29. 7 grudnia 1992 – ’s-Hertogenbosch, Holandia – Brabanthall
30. 9 grudnia 1992 – Kopenhaga, Dania – Forum Copenhagen
31. 10 grudnia 1992 – Kopenhaga, Dania - Forum Copenhagen
32. 12 grudnia 1992 – Göteborg, Szwecja – Scandinavium
33. 14 grudnia 1992 – Oslo, Norwegia – Oslo Spektrum
34. 16 grudnia 1992 – Helsinki, Finlandia – Jäähalli
35. 18 grudnia 1992 – Sztokholm, Szwecja – Globen